# توبا خضوري
توبا خضوري(بالإنجليزية: Toba Khedoori)‏ هي رسامة أسترالية أمريكية من أصل عراقي ولد في سنة 1964 في مدينة سيدني في أستراليا، إشتهرت أعمالها الفنية بخلط الشمع والأصباغ في أوراق كبيرة، ولها أعمال في متاحف عالمية مثل متحف سانت لويس للفنون ومتحف لوس أنجلوس للفنون ومتحف الفن الحديث في نيويورك، لتوبا شقيقة توأم هي ريتشل خضوري وهي أيضاً رسامة.